# Живоин Николич
Живоин Николич (Бърка) (на сръбски: Живојин Николић-Брка) е участник в комунистическото съпротивително движение в Югославия по времето на Втората световна война, югославски партизанин. Офицер от ЮНА, генерал-полковник.

## Биография
Живоин Николич е роден през 1911 г. По време на Втората световна война е партизански командир в Южна Сърбия. Командва Вранския (Църнотравския) партизански отряд, а по-късно VI- а Южноморавска бригада.
Съдейства за сътрудничеството с Трънския партизански отряд и за установяването на връзки от страна на Британската военна мисия при ЮНОА с командването на НОВА. Участва в Битката при връх Тумба на Първа софийска народоосвободителна бригада и две бригади на ЮНОА срещу български армейски и жандармерийски подразделения. От септември 1944 г. е заместник-командир на XIII- и корпус на ЮНОА.
След войната служи в ЮНА. Завършва Висшата военна академия на ЮНА през 1950 година. Генерал-полковник. Преминава в запаса от 1961 година.
Автор е на книгата „22-ра дивизия“, издадена в Белград през 1972 година.